# Ahmed Rıza
Ahmed Rıza Bey, né en 1859 et mort le 26 février 1930, était un célèbre militant, scientifique, maître à penser du mouvement Jeunes-Turcs et homme d'État pendant la seconde ère constitutionnelle de l'Empire ottoman. 

## Éléments biographiques

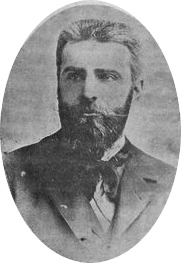
Ahmed Riza

Né en 1859 à Constantinople, il est le fils de d'Ali Rıza Bey. Son père est surnommé İngiliz («l'Anglais») en raison de sa maîtrise de la langue anglaise et de son admiration pour l'Empire britannique. Sa mère, Fraulein Turban, est née à Munich mais est d'origine hongroise. Elle s'installe à Vienne, où elle rencontre İngiliz, et se convertit à l'Islam pour l'épouser, prenant le nom de Naile Sabıka Hanım. Ahmed Riza est également le frère aîné de Selma Rıza. Il est diplômé de l'École impériale Mekteb-i Sultani (devenu le lycée Galatasaray) à Constantinople et étudie ensuite l'agriculture en France. Jeune homme, il cherche à améliorer la situation de la paysannerie dans l'Empire. Soucieux des conditions de vie des agriculteurs, il a souhaité mettre en œuvre des méthodes agricoles, en s'appuyant sur les idées du sociologue français Auguste Comte. En 1895, Meşveret, la revue qu'il publie, devient une des revues des Jeunes-Turcs exilés. Sa sœur Selma Rıza vient lui rendre visite à Paris en 1898. Ahmet Rıza s'oppose aux appels à la révolution et à l'intervention européenne dans l'empire lancés par le prince dissident Sabahaddin lors du Congrès de l'opposition ottomane de 1902 à Paris.
Il devient en 1908 le premier président de la Chambre des députés, la chambre basse du Parlement ottoman. Ayant adopté des positions progressistes sur le droit des femmes, il défend avec sa sœur un projet de création d'un établissement d'enseignement supérieur pour les jeunes femmes. En 1912, il est aussi nommé président du Sénat (la chambre haute). Il exerce aussi la charge de ministre de l'éducation du parti de l'Union libérale, le principal parti d'opposition au Comité Union et Progrès. En 1908, son nom figure sur la liste des candidats pour le prochain grand vizir. Il conduit les négociations pendant la tentative avortée de coalition entre l'Empire ottoman, la France, et le Royaume-Uni pour la Première Guerre mondiale. Après avoir été président de la Chambre des députés, il est exilé à Paris, où il embrasse la croyance dans le positivisme d'Auguste Comte. Il devient membre du comité positiviste international, et le maître à penser des Jeunes-Turcs. 
Ahmed Rıza est décrit comme un homme d'esprit universel par certains auteurs. Il critique les déportations des Arméniens de l'Empire en 1915 pendant le génocide arménien.

### Sources extérieures à la Wikipédia francophone
- (en) Cet article est partiellement ou en totalité issu de l’article de Wikipédia en anglais intitulé « Ahmed Rıza » (voir la liste des auteurs).